# NGC 1398
NGC 1398 este o galaxie spirală situată în constelația Cuptorul. A fost descoperită în 17 decembrie 1868 de către August Winnecke. Se află la o distanță de 28,58 de megaparseci de Pământ.